# 이 무지치

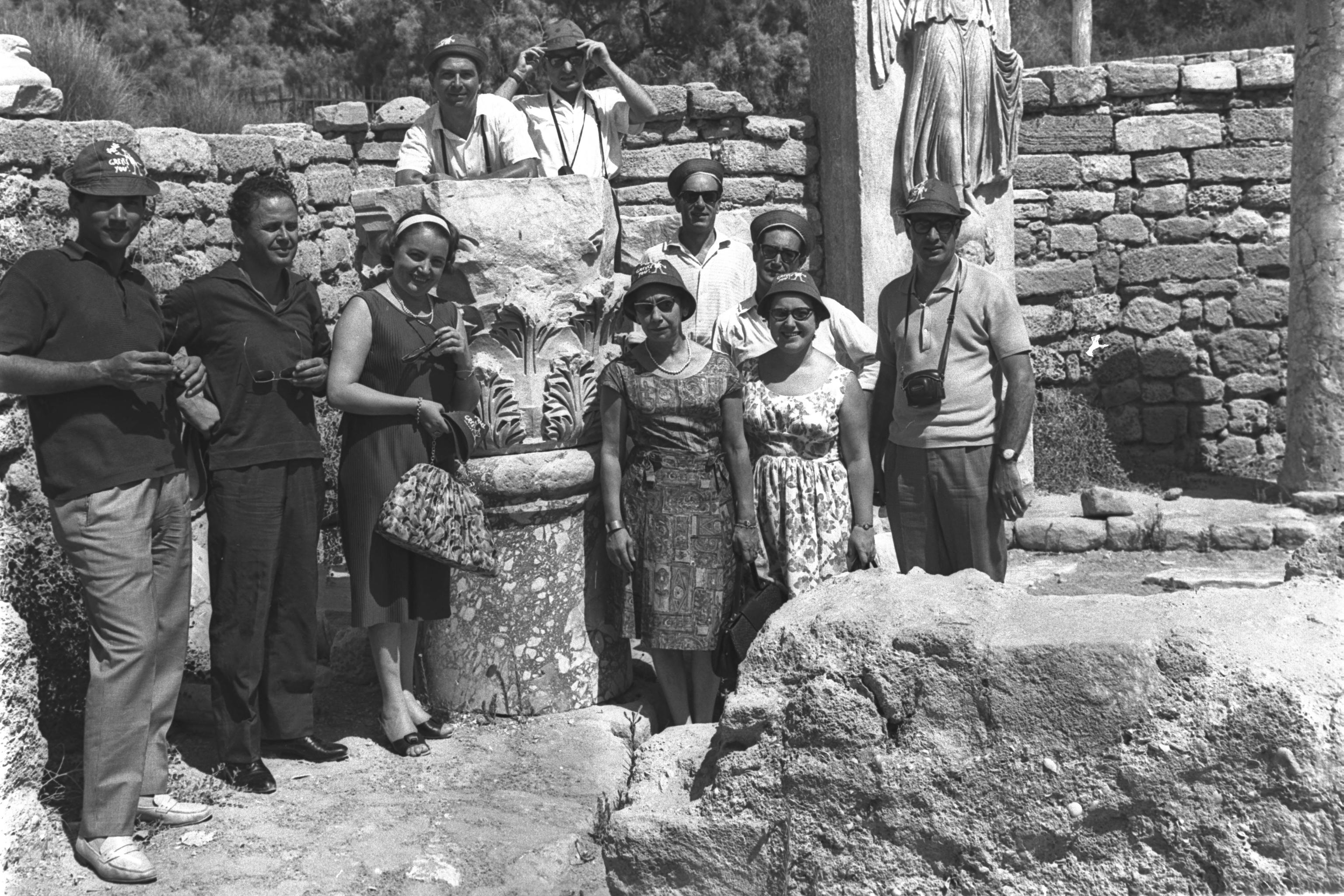
1962년

이 무지치(I Musici)는 '음악가들'을 일컫는 이탈리아 말로 이탈리아의 실내악단이다. 로마 합주단의 성공에 자극되어 로마에서 1951년 결성되었다. 이탈리아 바로크뿐만 아니라, 작품을 폭넓게 손대어 밝은 음빛깔과 정묘한 앙상블을 늘 지니며, 거기에 높은 품격도 지녔다.